# Zdeněk Bradáč
Zdeněk Bradáč (* 27. února 1987 Liberec) je bývalý český profesionální iluzionista, eskapolog a žonglér. Nejlépe je známý díky překonávání Guinnessových světových rekordů v eskamotérských disciplínách. V nejrychlejším úniku ze svěrací kazajky či policejních pout překonal i Houdiniho.

## Iluzionista
Kouzla ho vždy fascinovala a aktivně se jim začal věnovat již v 11 letech. Vystupuje po celé České republice, ale i v zahraničí. V červnu 2008 vyrazil na své první zahraniční vystoupení, když byl pozván do čínské televizní show Zheng Da Zong Yi, kterou sleduje okolo 50 milionů lidí. Kromě kouzlení a žonglování v ní pokořil i světový rekord. Poté ještě následovala menší vystoupení v Německu. Při kouzelnickém turné po Hongkongu během devíti exkluzivních show levitoval a překonal i čtyři světové rekordy. V květnu 2011 správně předpověděl výsledek fotbalového utkání v Gambrinus lize. S kouzly také rád vystupuje na ulici, před náhodnými diváky. Tyto experimenty jsou obvykle zachyceny filmovým štábem a jedná se o tzv. pouliční magii. V dubnu 2012 se svými kouzly a rekordy také účinkoval v japonské reality show ItteQ. V květnu 2012 začala ve spolupráci s časopisem ABC jeho pětidílná Škola žonglování.

## Světový rekordman
V roce 2009 se Zdeněk Bradáč stal vůbec nejúspěšnějším českým lamačem Guinnessových rekordů. Do Guinnessovy knihy se zapsal ve více než 25 různých kategoriích. Vyniká především v žonglování, eskapologii a karetní manipulaci. Také je držitelem deseti českých rekordů, které byly ověřeny agenturou Dobrý den v Pelhřimově.[zdroj⁠?!] Některé jeho české rekordy byly rovněž přijaty jako světové organizacemi Record Holders Republic a The Book of Alternative Records. Své rekordy obvykle předvádí na veřejných místech před náhodnými svědky. Rekordy láme i v zahraničí, např. ve Velké Británii, v Německu nebo v Číně. V posledním[ujasnit] vydání Guinnessovy knihy rekordů byl zařazen mezi deset největších rekordmanů desetiletí. Jeho jméno se také objevilo ve třech vydáních České knihy rekordů a byl zařazen i do knižní publikace Believe The Unbelievable. Již pětkrát vystupoval na mezinárodním festivalu rekordů v Pelhřimově. V říjnu 2011 se stal kmotrem českého vydání Guinnessovy knihy světových rekordů.

## Guinnessovy světové rekordy
Bradáč drží aktuálně[kdy?] 25 Guinnessových světových rekordů. Ve věku 24 let se tak stal vůbec nejmladším člověkem v historii Guinnessovy knihy, který dokázal dosáhnout tolika rekordů. V cestě za pětadvaceti prvenstvími musel překonat celkem třináct kouzelníků, žonglérů a eskapologů z celého světa. Některé rekordy vytvořil jako první člověk vůbec. Mezi jeho rekordy patří např.:
- Nejrychlejší únik ze svěrací kazajky – 17. února 2012, Jablonec nad Nisou[3]
- Nejdelší výdrž v žonglování vzhůru nohama – 6. prosince 2011, Praha[23][24]
- Nejdelší výdrž v žonglování pod vodou – 18. února 2011, Mělník[25]
- Nejdelší výdrž v žonglování čtyřmi objekty – 30. listopadu 2010, Jablonec nad Nisou[26][27][28]
- Nejvíce úniků z policejních pout za 24 hodin – 10 625 úniků – 12.–13. února 2010, Liberec[29][30][31][32]
- Nejrychlejší únik ze tří párů pout pod vodou – 9. září 2009, Jablonec nad Nisou[33]
- Nejrychlejší únik z policejních pout – 1,66 sekundy – 6. června 2009, Hamburk[17][30][34][35]

## Nehody při lámání rekordů a zdravotní problémy
V srpnu 2009 se Bradáč málem utopil během svých příprav na světový rekord. Jednalo se o riskantní kousek na nejrychlejší únik z policejních pout pod vodou. Během tréninku v jablonecké přehradě ztratil nad únikem kontrolu. Po více než dvou minutách ho z vody vytáhl jeho asistent. Rekord nakonec úspěšně překonal za účasti několika novinářů v jabloneckém bazénu 9. září 2009. V únoru 2012 si Bradáč poranil rameno během oficiálního zápisu do Guinnessovy knihy rekordů. Ke zranění došlo během unikání ze svěrací kazajky.
Kvůli nehodě v dětství má časté bolesti a trpí artrózou zad.

## Ocenění
- 2004 – První zápis do České knihy rekordů[40]
- 2006 – Druhý zápis do České knihy rekordů[40]
- 2007–2012 – 25 zápisů do Guinnesovy knihy světových rekordů
- 2008 – Zlatá medaile ze show v Pekingu, od Guinness World Records
- 2009 – Zdeněk Bradáč byl zařazen britskou rekordovou organizací Record Holders Republic do síně slávy[41][42]
- 2009 – Zdeněk Bradáč byl zařazen Guinnessovou knihou rekordů mezi 10 největších rekordmanů desetiletí[19]